# Тецузан-Мару
Тецузан-Мару (Tetsuzan Maru) — транспортне судно, яке під час Другої світової війни взяло участь у операціях японських збройних сил в архіпелазі Бісмарка.
Тецузан-Мару спорудили у 1939 році на верфі Kawaminami Kogyo на замовлення компанії Dairen Kisen.
31 грудня 1942-го судно вийшло з японського порту Саєкі у складі конвою «R» — одного з багатьох, проведення яких здійснювалось у межах операції «Військові перевезення №8» (No. 8 Military Movement, 8-Go Enshu Yuso). Метою цих транспортних перевезень було постачання головної передової бази в Рабаулі (острів Нова Британія в архіпелазі Бісмарка), з якої провадились операції на Соломонових островах та сході Нової Гвінеї.
22 січня 1943-го Тецузан-Мару перебувало в Рабаулі, де й потоплене під час нальоту літаків B-17 «Літаюча фортеця». Разом з ним втратили вантаж із 30 десантних катерів та нафти в бочках.